# Schreibmaschinen-Kugelkopf

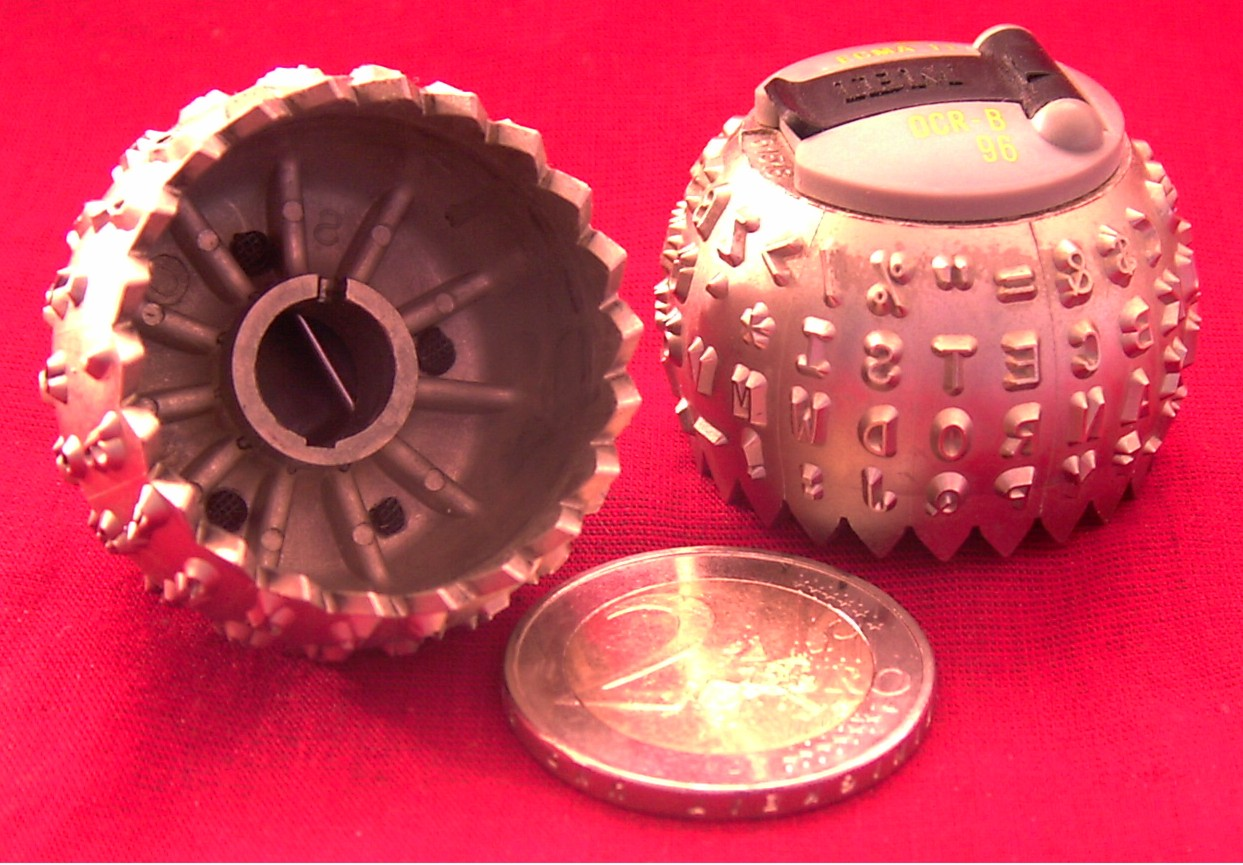
Wechselbarer Kugelkopf
(ca. 10 g; Durchmesser: ca. 35 mm)

Der Schreibmaschinen-Kugelkopf ist ein in elektrisch angetriebenen Schreibmaschinen verwendeter austauschbarer Typenkopf. Sein Zeichensatz ist in vier parallelen Kugelringen angeordnet. Zur Auswahl eines Zeichens wird der Kopf elektromagnetisch um die Ringachse gedreht und zwischen den Typenkreisen gekippt. Jede Taste löst die Auswahlbewegungen für die ihr entsprechende Type aus. Zum Drucken wird der sehr leichte Kugelkopf gegen die Schreibwalze mit dem aufgespannten Papier und dem darüber liegenden Farbband geschlagen.
Eingeführt wurde der Kugelkopf im IBM Selectric typewriter am 31. Juli 1961.
Der Kugelkopf wurde aber letztlich vom modernen Typenrad abgelöst, dessen einzige Drehbewegung vom in Zeilenrichtung mitbewegten leichten Elektromotor erzeugt werden konnte.
Die aufwendigen Mechanismen zum Drehen und Kippen des Kugelkopfes entfielen. Das Typenrad ist leichter als ein Kugelkopf, was ebenfalls zum noch schnelleren Schreiben bzw. Ausdrucken in Verbindung mit Schreibautomaten und Textsystemen beiträgt.

## Abgrenzung zu anderen Typenträgern
Der Kugelkopf ist ein alle verwendeten Typen enthaltender Typenträger. Er wurde aus dem erstmals 1893 von Blickensderfer verwendeten kurzen Typenzylinder (damals Typenrad genannt) für eine 1961 vorgestellte Schreibmaschine von IBM entwickelt. Dabei wurden wesentliche Merkmale einer von der Firma Louis Marx and Company hergestellten Spielzeugschreibmaschine verwendet. Zur Auswahl der gewünschten Type sind beim Typenzylinder eine Drehung und vertikale Verschiebung, beim Kugelkopf eine Drehung und Kippen (von manchen Autoren als Neigen bezeichnet) und beim moderneren Typenrad nur eine Drehung erforderlich. Diese drei Typenträger haben gegenüber Typenhebeln an Typenhebelschreibmaschinen den Vorteil, dass sie als kompaktes Bauteil schnell ausgetauscht werden können, um den Wechsel auf eine andere Schriftart zu ermöglichen – z. B. für das Schreiben von Sonderzeichen. Dass ein „Sekretärinnen-Traum“ (IBM-Werbung) in Erfüllung ging, weil sich beim Schnellschreiben keine Typenhebel mehr verhakten, war nichts ganz Neues. Dieser Traum war außer in der Blickensderfer auch in weiteren älteren, allerdings langsameren Schreibmaschinen mit kompakten Typenträgern schon erfüllt worden.

## Funktion des IBM-Kugelkopfes

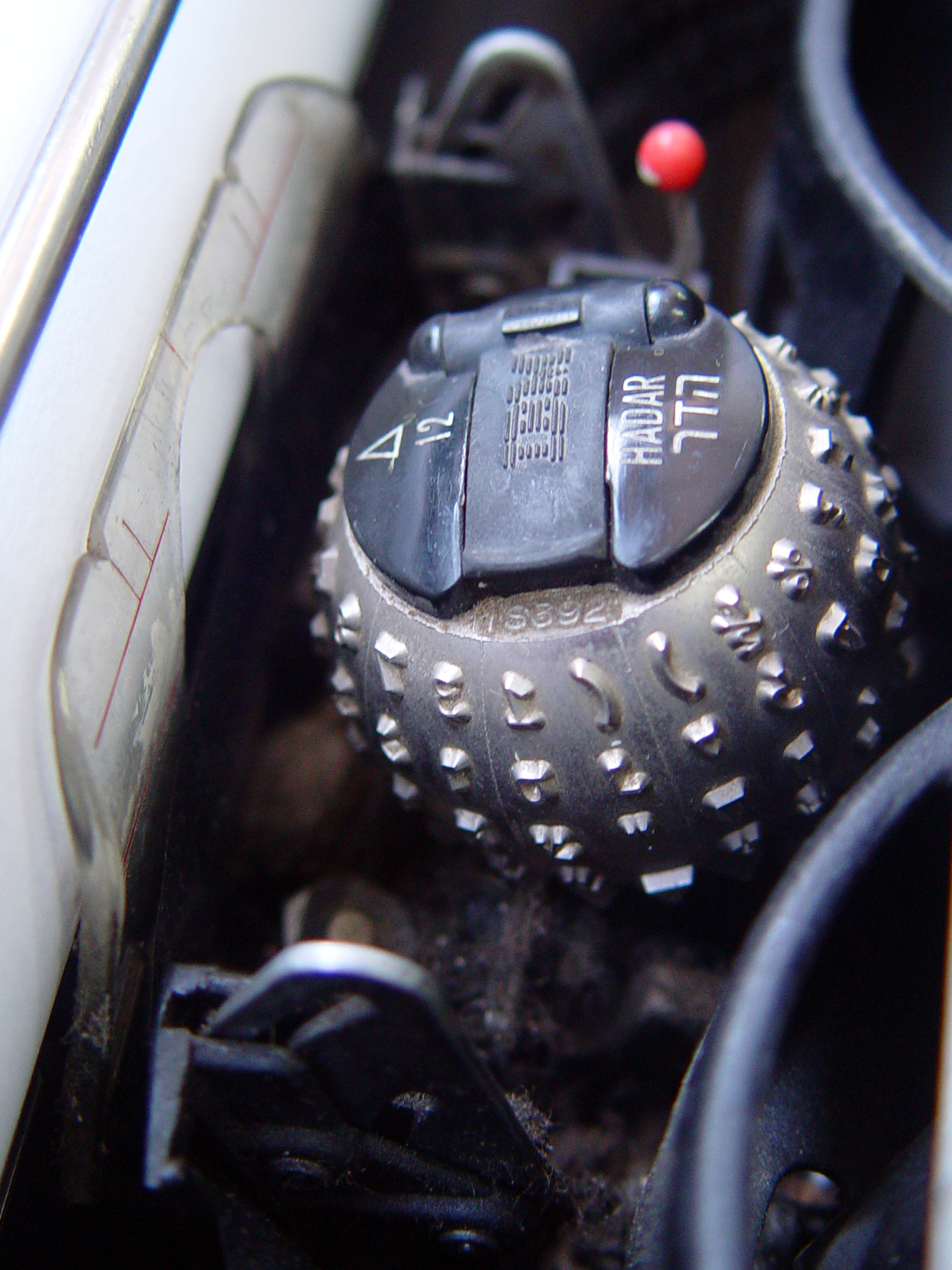
Kugelkopf in der Schreibmaschine

Bei der IBM-Schreibmaschinen mit Kugelkopf wurde erstmals der relativ leichte Kugelkopf statt der Schreibwalze in Zeilenrichtung bewegt. 
Die Drucktypen sind auf vier Kreisen auf der Oberfläche des Kugelrings angeordnet – vergleichbar Breitenkreisen auf der Erdkugel. Durch Kippen des Kopfes um eine zur Schreibwalze parallel durch den Kugelmittelpunkt führende Achse wird der Kreis mit der gewünschten Drucktype ausgewählt. Durch Drehen um die Kugelachse wird die gewünschte Type innerhalb dieses Kreises bestimmt, sie hat nun die richtige Position nahe der Aufschlagstelle auf dem Papier. Auf einem Kreis benachbart liegende Typen sind bei maximal 20 Typen je Kreis um einen Drehwinkel von 18° versetzt; statt dann 80 möglichen Typen waren bei IBM auch Kugelköpfe mit 88 (siehe obiges Foto: Kugelkopf mit 22 Zacken am unteren Rand) und 96 Typen im Programm, was kleinere Drehwinkel bedingt. Die mit Hilfe der Umschalttaste (Shift) erreichbare Type liegt jeweils auf demselben Kreis um 180° versetzt. Die Betätigung der Umschalttaste bewirkt zunächst eine halbe Drehung des Kugelkopfes, der die Drehung, die der ausgewählten Type entspricht, folgt. Zur Minimierung der Drehbewegungen sind häufig benutzte Typen nahe beieinander angeordnet.
In der Kappe des auswechselbaren Kugelkopfs befindet sich der Mechanismus für die lösbare Verbindung und ein Anfasser. Der Zackenkranz am unteren Rand dient zur Feinjustierung nach der Drehung um die Kugelkopfachse. Ein IBM-Kugelkopf hat eine Gesamthöhe von 27 mm (Zackenspitzen bis Kappe) und einen Außendurchmesser von etwa 35 mm und wiegt 10,2 g.

## Antrieb des Kugelkopfes in IBM-Schreibmaschinen

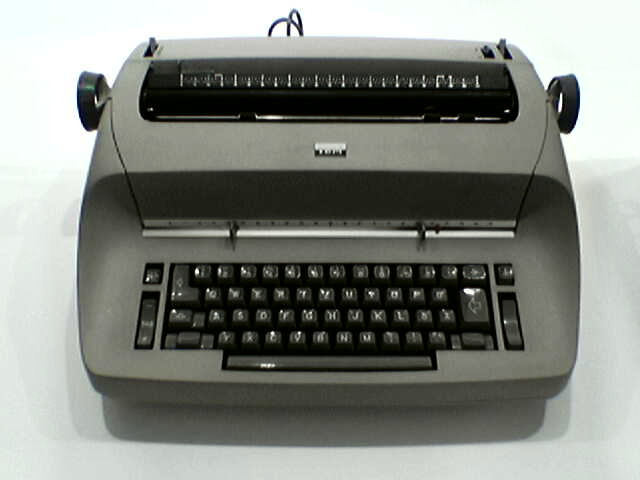
IBM-Kugelkopf-Schreibmaschine (Modell: Selectric I, ab 1961)

Bewegt sich bei den meisten Schreibmaschinen der Wagen mit Schreibwalze und eingespanntem Schreibblatt horizontal, um die nächste Schreibposition – innerhalb derselben Zeile – zu erreichen, so bleibt bei IBM-Kugelkopfschreibmaschinen die Walze mit Papier stehen, und der Kugelkopf wird vor dem Blatt auf die gewünschte Position geschoben. Hierzu ist er auf einem Schlitten montiert, der von einem Motor über ein Drahtseil hin- und hergeschoben wird. Um die gewünschte Drucktype auszuwählen, muss der Kugelkopf entsprechend gedreht und gekippt werden, und um den Schreibvorgang auszulösen, schlagartig gegen die Schreibwalze gepresst werden. Alle diese Bewegungen werden von einem einzigen im Maschinengestell befestigten Elektromotor nach Freigabe durch den entsprechenden Tastendruck ausgelöst.
Der Kugelkopfschlitten wird mit einem Draht-Zugmittelgetriebe, an dessen einem Trum er befestigt ist, hin und her bewegt. Die Kugelkopfdrehungen werden mit Hilfe von Bewegungen je einer Umlenkrolle in zwei weiteren Zugmittelgetrieben erzeugt. Die Drahtseile dieser vom Kugelkopfschlitten mitbewegten Getriebe sind aufgeschnitten. Eins der Seilenden ist jeweils fest am Schlitten, das andere an einem Hebel, der die entsprechende Kugelkopfdrehung auf dem Schlitten bewirkt, befestigt. Durch die Auslenkung einer Umlenkrolle zieht das freie Seilende am Hebel und dreht beziehungsweise kippt den Kugelkopf, entsprechend der ausgewählten Drucktype. Der Auswahlvorgang ist von der momentanen Lage des Kugelkopfschlittens unabhängig und kann auch während einer Schlittenbewegung stattfinden.

## Olivetti
Die Firma Olivetti verzichtete bei ihrer Kugelkopfschreibmaschine, die nach Ablauf von IBM-Patenten gebaut werden konnte, auf die aufwändigen Drahtgetriebe und blieb beim üblichen Schreibmaschinenwagen mit Querbewegung der Schreibwalze wie bei der Vorbildmaschine Blickensderfer Nr. 5.

## Einzelheiten
Nachfolgend werden einige Details der vorstehend beschriebenen Arbeitsweise anhand von Prinzipdarstellungen näher erläutert. Die Beschreibung stützt sich auf das ursprüngliche Konzept von IBM. Im Laufe der Entwicklung wurden mechanische Funktionsprinzipe vielfach verändert und zunehmend durch elektromechanische bzw. elektrisch-elektronische Komponenten ersetzt.

Bewegung des Kugelkopfes
Neigung des Kugelkopfes
Drehung des Kugelkopfes
Kreuzgelenk des Kugelkopfes
Rastung des Kugelkopfes
Vollständiger Kugelkopf

Um einen Druckvorgang zu realisieren, sind vier grundlegende Bewegungen erforderlich. Zum einen ist eine Relativbewegung eines Trägers (mit Stützrohr und Kugelkopf) längs einer zur Schreibwalzenachse S parallelen Bahn erforderlich. Hierbei kann die Schreibwalze stationär und der Träger beweglich angeordnet sein (IBM) oder aber die gegenteilige Variante kommt zur Anwendung. Das Stützrohr ist um eine Achse auf dem Träger, die ebenfalls zur Schreibwalzenachse parallel verläuft, schwenkbar, so dass der Kugelkopf beim Druck auf die Schreibwalze aufschlagen kann. Um eine bestimmte Drucktype auswählen zu können, kann der Kugelkopf um eine durch seinen Mittelpunkt und wiederum parallel zur Schreibwalzenachse verlaufende Achse B geneigt werden (Auswahl des „Breitengrades“). Die Bestimmung des „Längengrades“ erfolgt durch Drehung des Kugelkopfes um diese geneigte „Polachse“ C. Da Neigung und Drehung des Kugelkopfes gleichzeitig und ohne gegenseitige Beeinflussung verlaufen, wird ein schneller Zugriff auf die jeweils zu druckende Type gewährleistet. Die gleichzeitigen Bewegungen führen zum „Tanzen“ des Kugelkopfes.
Das Stützrohr trägt in einer Gabel den Neigungsblock, der um eine durch zwei Stifte definierte Achse geneigt werden kann. Am Neigungsblock ist das Teilstück eines Kegelzahnrades befestigt, das mit einem an der Neigungswelle angebrachten Kegelzahnrad kämmt. Die Neigungswelle ist im Stützrohr gelagert. Eine Verdrehung der Neigungswelle um einen bestimmten Betrag führt zu einer definierten Neigung des Neigungsblocks.
Im Neigungsblock ist drehbar der Kugelkopfhalter gelagert. An diesem wird der (unten offene) Kugelkopf in definierter Lage mit Hilfe eines (nicht dargestellten) Rastmechanismus befestigt. Die Neigungswelle ist als Hohlwelle ausgeführt, in der sich die Drehwelle bewegen kann. Drehwelle und Kugelkopfhalter sind mit Kreuzgelenken (Kardangelenken) versehen, die durch ein Verbindungsstück zu einem Doppelkreuzgelenk verbunden sind. Ein solches gewährleistet auch bei geneigtem Neigungsblock eine gleichmäßige Übertragung der Drehbewegung der Drehwelle auf den Kugelkopfhalter. Die beiden verbundenen, mit Langlöchern (geschlossen oder offen) versehenen Kugeln der Kreuzgelenke werden im Fachjargon als dog bone (Hundeknochen) bezeichnet. Alternativ kann für die Drehbewegung auch ein Ausgleichsgetriebe verwendet werden.
Für die jeweiligen Druckpositionen des Kugelkopfes sind Positionierhilfen vorgesehen, die bei Verdrehung der beiden Wellen durch deren Drehmomente wieder gelöst werden. Diese Rasthilfen sind zwischen Neigungsblock und Gabel/Stützrohr bzw. Neigungsblock und Kugelkopf wirksam. Beispielsweise wird eine im Neigungsblock in einer Bohrung gegen eine Feder bewegliche Kugel in kalottenförmige Ausnehmungen auf dem „Äquator“ an der Innenwand des Kugelkopfes (den Positionen der Typen entsprechend) gedrückt (Sicherung der Drehposition). Ganz ähnlich wird die Neigungsposition gesichert, indem eine in der Gabel (bzw. dem Stützrohr) angeordnete federnde Kugel in ein am Neigungsblock befestigtes gezahntes Raststück eingreift. In späteren Ausführungen wurden keine Kalotten bzw. Kugeln verwendet. Der offene Rand des Kugelkopfes war gezahnt. In das Neigungsraststück und die Kugelkopfzahnung griffen Hebel ein, die von einem besonderen Betätigungsorgan gesteuert wurden (siehe unten), so dass Neigungs- und Drehwelle die Drehmomente zum Lösen der Rastung nicht aufbringen mussten.

Drehung und Neigung des Kugelkopfes mit einem Zugmittel (Drahtseil, Stahlband)
Neigung des Kugelkopfes mit einem Wähldraht und Wählscheiben
Drehung des Kugelkopfes mit einem Wähldraht und Wählscheiben

Die Verdrehung der Neigungs- und der Drehwelle wird mit Zugmitteln (Drahtseile, Stahlbänder) realisiert. Das Prinzip ist für die Neigung und die Drehung identisch. Die beiden Wellen sind jeweils mit einer Seilscheibe versehen, an der ein Ende des Zugmittels befestigt ist. Durch Federkräfte werden die Scheiben in eine Richtung verdreht, so dass das Zugmittel gespannt wird. Das andere Ende des Zugmittels ist am den Kugelkopf tragenden Wagen befestigt. Der Wagen wird ebenfalls mit Drahtseilen bewegt, die jedoch in den Bildern nicht dargestellt sind. Das Seil ist über drei ortsfeste Seilscheiben geführt. Auch die verschiebbare Seilscheibe 4 soll zur Verdeutlichung der Unabhängigkeit der Bewegung von Neigungs- und Drehwelle von der Wagenbewegung zunächst als ortsfest angenommen werden. Es ist so ersichtlich, dass die Verschiebung des Wagens keine Verdrehung der Neigungs- bzw. Drehwelle zur Folge hat. Die Verdrehung dieser beiden Wellen (und damit die Auswahl der zu druckenden Type) erfolgt mit einem über Wählscheiben geführten Wähldraht. Die Seilscheibe 4 bewegt sich linear in Abhängigkeit von der Bewegung der Wählscheiben. So wird das Seil von der jeweiligen Seilscheibe für die Neigung bzw. die Drehung gegen die Federkraft abgezogen oder aber von der Federkraft auf die Scheibe aufgewickelt. Eine (definierte) Bewegung der Wählscheiben führt somit zu einer (definierten) Bewegung der den Kugelkopf bewegenden Wellen. Für die Neigung sind zwei und für die Drehung sechs Wählscheiben erforderlich. Das erklärt sich folgendermaßen.
Neigung:
Ausgangsposition des Kugelkopfes für die Neigung ist der obere Typenkreis (keine Verstellung der beiden Wählscheiben). Eine Verdrehung der Neigungswelle um eine Verstelleinheit (bestimmter Winkel) bringt den nächsten Typenkreis in Druckposition. Um Typen aller vier Kreise verwenden zu können, müssen die Wählscheiben somit zum einen nicht bewegt (erster Typenkreis) oder zum anderen so nach oben oder unten verschoben werden, dass sich drei unterschiedliche Verstellungen ergeben. Erreicht wird das dadurch, dass bei Aktivierung der ersten Wählscheibe diese sich um einen einer Verstelleinheit der Neigungswelle entsprechenden Betrag bewegt und die Aktivierung der zweiten (ohne Aktivierung der ersten) zwei Verstelleinheiten zur Folge hat. Werden beide Wählscheiben aktiviert, ergibt sich die Summe, also drei Verstelleinheiten. Eine entsprechende Codetabelle ist in das Bild eingefügt. Die Verstellung der Wählscheiben wird weiter unten erläutert.
Drehung:
Ausgangsposition für die Drehung ist die mittlere Spalte (bei elf Spalten also die Spalte sechs) der kleinen Buchstaben. Die Wählscheiben 5 und 6 veranlassen bei ihrer Aktivierung (durch die Umschalttaste der Schreibmaschine in nicht dargestellter Weise) eine Drehung des Kugelkopfes um 180° und bringen so die Großbuchstaben (ebenfalls 11 Spalten) in die Ausgangsposition vor der Schreibwalze. Die Wählscheiben 1 bis 4 werden bei ihrer Aktivierung um verschiedene Beträge mit unterschiedlichen Vorzeichen verstellt, die jeweils einer bestimmten Anzahl von Verstelleinheiten (VE) der Drehwelle entsprechen. Durch geeignete Kombination (Summierung) dieser Beträge wird erreicht, dass die Drehwelle (und damit der Kugelkopf) von der Ausgangsposition ausgehend um fünf Positionen (Spalten) in eine Richtung und weitere fünf Positionen in die Gegenrichtung verstellt werden kann. Eine entsprechende Codetabelle ist im Bild angegeben. Bei insgesamt 22 Spalten entspricht eine Verstelleinheit einer Verdrehung der Drehwelle um 16,36°.

Hebelsystem (Whiffletree) für die Neigung des Kugelkopfes
Hebelsystem (Whiffletree) für die Drehung des Kugelkopfes

Eine Alternative zur Typenauswahl mit Wählscheiben stellt die Verwendung von „rechnenden“ Hebelsystemen (Whippletrees oder Whiffletrees) dar. Die Wählscheiben sowie der Wähldraht entfallen und das verbleibende Zugmittel wird nur noch über zwei Seilscheiben geführt. Diese sind in schwenkbaren Hebeln gelagert (für die Neigungsverstellung ist nur ein Stellhebel erforderlich). Die senkrecht bewegbaren Wählfinger sind alle um gleiche Beträge verstellbar (mit gleichem Vorzeichen) und weisen somit nur die Zustände „aktiviert“ (1) und „nicht aktiviert“ (0) auf. Das Hebelsystem für die Neigung (vier Positionen) kommt mit zwei Wählfingern aus, die durch einen Hebel mit dem Verhältnis 1/3 zu 2/3 verbunden sind. Die auf den Winkelhebel wirkende Federkraft sucht die Wählfinger stets gegen ihre Anschläge zu ziehen. Bei Aktivierung werden sie von den Anschlägen weggezogen. Für die Drehung ist ein komplizierteres System erforderlich. Es sind drei Wählfinger und zusätzlich ein Stellfinger vorhanden. Der federbelastete Stellhebel zieht über die Verbindungsstange den Winkelhebel und den in diesem befestigten Auflagestift ständig gegen eine halbrunde Ausnehmung im Verbindungshebel. Dieser kann sich um einen im Stellfinger befestigten Stift in Abhängigkeit von den jeweils aktivierten Wählfingern drehen. Der Winkelhebel folgt dieser Bewegung, da der Anlagestift durch die Federkraft ständig an den Verbindungshebel gedrückt wird und führt so über die Verbindungsstange die gewünschte Verstellung des Stellhebels herbei. Das Zugmittel wird um die entsprechenden Verstelleinheiten von der Seilscheibe der Drehwelle abgezogen. Auf diese Weise sind jedoch nur die Ausgangsposition der Drehung und weitere fünf Spalten in positiver Richtung realisierbar. Um auch die negativen Positionen (Zugmittel wird auf die Seilscheibe der Drehwelle aufgewickelt) abdecken zu können, kann der Stellfinger senkrecht verschoben werden. In der Folge ergeben sich bei Aktivierung der Wählfinger je nach Kombination die gewünschten fünf negativen Positionen. Im Bild ist das für die Positionen +3 und -3 verdeutlicht. Auch die Wählscheiben 5 und 6 für die 180°-Verdrehung des Kugelkopfes entfallen bei dieser Variante. Diese Verdrehung wird durch Verschwenken des Umschalthebels realisiert, was durch Drücken der Umschalttaste in hier nicht beschriebener Weise erfolgt. Die Whiffletrees sind im Gegensatz zu den Prinzipdarstellungen als dünne Blechteile ausgeführt.

Prinzip einer Kugelkopfschreibmaschine
Auslösung eines Druckvorgangs
Druck eines Zeichens (Druckkraft durch Nocken)
Druck eines Zeichens (Druckkraft durch Feder)

Die Tastenhebel sind wie üblich nebeneinander angeordnet (nur zwei dargestellt) und um eine gemeinsame Achse drehbar. Jedem Tastenhebel ist ein Zwischenhebel zugeordnet, der Wählzinken aufweist, deren Kombination der jeweils zu druckenden Type entspricht. An den Zinken liegen Wähllaschen an, die, ebenso wie je ein Wählhebel, an Wählstangen befestigt sind. Federkräfte führen dazu, dass die Wähllaschen an den Wählzinken anliegen und die Wählhebel sich in einer bestimmten Ausgangsposition befinden. Beim Niederdrücken eines Tastenhebels wird auch der entsprechende Zwischenhebel nach unten gedrückt, wobei er sich um die Anschlagstange dreht. Dabei drückt der Zwischenhebel auf die in zwei Schwingenlagern (nur eines gezeigt) gelagerte Kupplungsschwinge und verschwenkt diese. Die Kupplungsschwinge wirkt (in nicht dargestellter Weise) auf die Schwingenkupplung (Schlingfederkupplung), so dass die vom Motor über den Riemen 2 ständig angetriebene Riemenscheibe A, die sich lose auf dem zylindrischen Ansatz der (ruhenden) gezahnten Welle dreht, an letztere angekuppelt wird und die Welle in Bewegung versetzt. Ein Zahn der gezahnten Welle erfasst den niedergedrückten Zwischenhebel und verschiebt ihn, wobei er sich mit seinem Langloch auf der Anschlagstange bewegt. Die (ausgewählten) Wähllaschen werden dabei ebenfalls verschoben und verdrehen die Wählstangen um ihre Achsen, wobei auch die entsprechenden Wählhebel verschwenkt werden. Sämtliche nicht ausgewählten Zwischenhebel werden dadurch nicht beeinflusst, da sich die jeweiligen Wähllaschen in den Zwischenräumen zwischen den Zinken bewegen. Die Drehung der Wählstangen führt dazu, dass Kupplungsstangen verschoben werden (in der Seitenansicht ist nur die Kupplungsstange 1 gezeigt), die in nicht dargestellter Weise auf der (ruhenden) Wählwelle befindliche Nockenkupplungen (ebenfalls Schlingfederkupplungen) und deren Nocken (Kurvenscheiben) an diese Welle ankuppeln (nur zwei Kupplungen und Nocken dargestellt).
Die Schwingenkupplung ist so konzipiert, dass die gezahnte Welle nur eine Drehung um 120° ausführt und danach die Riemenscheibe A wieder abgekuppelt wird. Der Zahn der gezahnten Welle hat dann den Zwischenhebel passiert und dieser wird durch Federkraft (ebenso wie der Tastenhebel) in seine Ausgangslage zurückgezogen. Das hat keinen Einfluss auf die Nockenkupplungen, da diese, einmal ausgewählt, erst nach einer Umdrehung der Wählwelle wieder auskuppeln. Erst dann stellen sich auch die Kupplungsstangen, die Wählhebel und damit die Wählstangen mit ihren Wähllaschen wieder zurück.
Alle Zwischenhebel weisen einen Wählzinken für die Kupplungsstange 1 auf. Diese wird also immer ausgewählt. Während die Kupplungsstangen 2 bis 7 auf die Nockenkupplungen einwirken, schaltet die Kupplungsstange 1 die Wellenkupplung (Schlingfederkupplung) etwas verzögert gegenüber der Schaltung der Nockenkupplungen (alle Nocken sind dann schon mit der Wählwelle verbunden). Die Wellenkupplung verbindet die durch den Riemen 3 vom Motor ständig angetriebene Hauptwelle mit der Wählwelle, so dass nun die ausgewählten Nocken umlaufen. Die Wählwelle mit ihren Kupplungen und Nocken stellt somit eine schaltbare Nockenwelle dar. Die Wellenkupplung ist so konstruiert, dass die Wählwelle nur eine Umdrehung ausführt und dann wieder von der Hauptwelle abgekuppelt wird. An die Nocken werden Wählschwingen mit ihren Nockenrollen federnd angedrückt. Die an den Wählschwingen befestigten Wählscheiben werden somit bei Drehung der Nocken verstellt. Nach Verdrehung der Nocken um einen bestimmten Winkel haben die Wählscheiben 1 bis 4 (Drehung) und die beiden Wählscheiben für die Neigung ihre Sollposition erreicht (gemäß oben angeführtem Code) und am Kugelkopf ist die entsprechende Type ausgewählt. Die Nocken weisen nun für einen bestimmten Winkelbereich ihrer weiteren Verdrehung einen konstanten Radius auf. Das hat zur Folge, dass die Wählscheiben nicht mehr bewegt werden und die ausgewählte Type für eine bestimmte Zeitspanne bewegungslos vor der Schreibwalze steht. In dieser Phase wird der Druck ausgeführt. Die verbleibende Drehung der Nocken bis zur Vollendung einer ganzen Umdrehung führt die Wählscheiben dann wieder in ihre Ausgangspositionen zurück.
Die Wählscheiben 5 und 6 (180°-Verdrehung des Kugelkopfes) werden ebenfalls durch eine (nicht dargestellte), zwei Nocken gemeinsam bewegende, auf der Wählwelle sitzende Nockenkupplung verstellt, die durch die Umschalttaste aktiviert wird.
Whiffletrees (Whippletrees) werden in ähnlicher Weise wie die Wählscheiben verstellt. Alle Wählfinger drückt ein gemeinsamer Hebel nieder, der durch einen Nocken auf der Wählwelle betätigt wird. Dem jeweiligen Zeichencode entsprechend bringen mit den Wählfingern verbundene Zugstangen (vergleichbar den oben beschriebenen Kupplungsstangen) oder auch Zugseile nicht ausgewählte Finger außer Eingriff, so dass sie vom Hebel nicht erfasst und somit nicht niedergedrückt werden.
Zu erwähnen ist, dass nach dem manuellen Tastenanschlag einer Taste alle weiteren Operationen bis zum Druck maschinell ausgeführt werden und somit unabhängig von der Anschlagskraft der schreibenden Person sind. So wird ein gleichmäßiger Druck gewährleistet.
Der Wagen wird von einer Führungsschiene, in deren Nut die Führungsnase des Wagens gleitet, und der Vierkantwelle geführt und durch nicht dargestellte Seilzüge bewegt. Bei Verschiebung des Wagens gleiten sowohl der Drucknocken als auch die Führungsbuchse, die sich beide mit dem Wagen bewegen, auf der Vierkantwelle. Die Führungsbuchse ist im Wagen drehbar gelagert, so dass sich die Vierkantwelle verdrehen kann. Der Kugelkopf ist mit dem Stützrohr auf der Druckschwinge montiert, deren Schwingenarm mit seiner Drucknockenrolle durch Federkraft (Feder nicht dargestellt) an den Drucknocken gedrückt wird. Die Druckschwinge ist um zwei im Wagen befestigte Lagerbuchsen schwenkbar. Die Seilzüge für die Seilscheiben der Neigungs- und der Drehwelle sind durch eine der Lagerbuchsen geführt (ihre anderen Enden sind am Wagen befestigt). Dadurch werden sie bei Bewegung der Druckschwinge nur geringfügig verdrillt, weil die Seilscheiben näherungsweise um die Berührpunkte (Auflaufpunkte) der Seilzüge verschwenkt werden. Die Vierkantwelle ist durch den Riemen 1 (Übersetzungsverhältnis 1:1) mit der Wählwelle verbunden und bewegt sich somit synchron mit dieser (eine Umdrehung). Wenn sich die Wählnocken verdrehen, verdreht sich auch der Drucknocken. Dieser ist so gestaltet, dass er in der oben erwähnten Druckphase (konstante Radien der Wählnocken) mit seiner Erhöhung die Druckschwinge kurzzeitig verschwenkt, wodurch der Kugelkopf zum Druck eines Zeichens gegen die Schreibwalze geschlagen wird. Die Druckkraft ist in hier nicht gezeigter Weise einstellbar. Es ist auch möglich, die Druckkraft nicht durch den Nocken, sondern durch die Federkraft aufzubringen. Der Drucknocken muss entsprechend gestaltet sein. Die Druckkraft lässt sich dann einfach durch Veränderung der Federkraft justieren. Auch ein Elektromagnet kann für den Druckanschlag verwendet werden.
Die Zeitdauer vom Anschlagen einer Taste bis zur Vollendung des Drucks beträgt etwa eine Zehntelsekunde.

Steuerung der Rastung
Fixierung der Neigungsposition des Kugelkopfes
Rastplatte für die Festlegung der Drehposition
Arretierung der Drehposition des Kugelkopfes

Eine zur oben angeführten Rastung des Kugelkopfes alternative Konstruktion sieht statt federnd angedrückter Kugeln (passive Rastung) eine von der Wählwelle gesteuerte Lösung vor. Dazu ist die sich synchron mit der Wählwelle drehende Führungsbuchse des Wagens mit einer Steuernut versehen, in die ein Steuerhebel eingreift. An den Steuerhebel legt sich durch Federkraft der Steuerarm eines Winkelhebels an, der in einer auf der Druckschwinge angeordneten Halterung gelagert ist, so dass er in Abhängigkeit von der Bewegung des Steuerhebels (bzw. der Führungsbuchse) verschwenkt wird. Die Steuernut ist so gestaltet, dass sich in der durch die Wählwelle bestimmten Druckphase der Rastfinger des Winkelhebels aus seiner unteren Ruhelage in Richtung auf den Kugelkopf bewegt und ein am Neigungsblock befestigtes Raststück für die Neigung arretiert. Der gezackte untere Rand des Kugelkopfes wird dabei vom Rastfinger nicht erfasst.
Auf dem Raststück ist ein um den Stift 2 drehbarer Rastplattenhebel angeordnet, um dessen Stift 3 eine Rastplatte beweglich ist. Diese wird vom im Raststück sitzenden Stift 1 in einem Langloch geführt und ist mit einer am Stift 4 wirkenden Federkraft beaufschlagt. Der Rastfinger ragt durch eine Ausnehmung in der Rastplatte in die Zahnung des Raststücks. Der Rastfinger drückt in seiner Ausgangslage die Rastplatte gegen deren Federkraft nach unten, so dass sie nicht in die Kugelkopfzacken eingreift. Wenn der Rastfinger sich nach oben bewegt und das Raststück (Neigung) fixiert, kann sich die Rastplatte unter Einwirkung der Federkraft verschieben, wobei die Verschiebung durch den Rastplattenhebel und das Langloch definiert wird. Die Rastplatte greift in dieser Lage in die (nicht radial verlaufenden) Kugelkopfzacken ein und arretiert die Drehposition des Kopfes.

## Trivia
Im Film Mademoiselle Populaire erfindet der Hauptdarsteller Louis die Kugelkopfschreibmaschine.
Die Schreibmaschine IBM Selectric II wurde ab Oktober 1976 vom sowjetischen Geheimdienst zum Abhören der US-Botschaft in Moskau und des Konsulats in Leningrad verwanzt. Dabei waren Teile des mechanischen Gestänges durch nicht-magnetisches ersetzt und kleine Magneten angebracht worden. Diese bewirkten beim Schreiben und damit Drehen des Kugelkopfes magnetische Veränderungen, die registriert und unmittelbar per Funk übertragen wurden.